# Réseau de la Sonnette
Pour les articles homonymes, voir Sonnette.
Le réseau de la Sonnette est un réseau souterrain aveugle situé dans le domaine souterrain de Savonnières-en-Perthois. Faisant partie initialement d'un endokarst composé de viailles, celui-ci a été recoupé par l'exploitation de pierre de Savonnières, dans la grande carrière souterraine dite du village, en deux endroits, séparant ainsi le réseau en trois parties : gouffre de la Sonnette, viaille des Fistuleuses et abîme de Savonnières (comblé par les carriers durant le XXe siècle).

## Description
Le réseau de la Sonnette est composé d'un ruisseau principal, celui de la viaille des Fistuleuses (122 m), le gouffre de la Sonnette (prof. −65 m), en partie fossile, débutant par le beau puits des Grands cercles (30 m), et l'abîme de Savonnières creusé par une capture en amont du gouffre et où se jettent les eaux du ruisseau. La résurgence des eaux s'effectue aux sources de Cousances-les-Forges.

## Géologie
Le gouffre se développe dans les calcaires du Tithonien. Avec le gouffre de la Besace c'est la seule cavité du secteur à atteindre la Pierre châline, niveau marneux imperméable.

## Biologie
On trouve une faune cavernicole terrestre composée de coléoptères (Quedius) et collemboles (Pseudosinella) et une faune aquatique composée d'amphipodes (Niphargus) et d'isopodes (Caecosphaeroma et Sphaeromicola).